# Fédération royale belge d'aviron
La Fédération royale belge d'aviron (FRBA) est une ASBL dont l’objectif est de promouvoir et de développer la pratique de l'aviron en Belgique. Elle a été créée en 1887, et est membre de la FISA.

## Rôles de la FRBA

### Organisation
Les objectifs de la FRBA sont de promouvoir et de développer la pratique de l’aviron en Belgique. Elle est également responsable des sélections nationales pour les compétitions internationales telles que les Championnats du Monde notamment.

### Compétitions
La FRBA organise, en partenariat avec les ligues et les clubs, les Championnats de Belgique.

#### Championnats de Belgique bateaux courts
Ces championnats ont traditionnellement lieu en avril à Hazewinkel. 

#### Championnats de Belgique bateaux longs
Ces championnats ont traditionnellement lieu en septembre à Hazewinkel. 

#### Coupes de Belgique
Les Coupes de Belgique se disputent principalement pour des catégories non présentes lors des Championnats de Belgique, telles que les disciplines pour les juniors de moins de 16 ans, ou encore les courses en slalom.
À l'inverse des Championnats de Belgique, plusieurs courses du calendrier belge sont prises en compte pour la désignation du club vainqueur, un système de points permettant de récompenser les meilleures équipes.